# Chamyla idia
Chamyla idia är en fjärilsart som beskrevs av Otto Staudinger 1899. Chamyla idia ingår i släktet Chamyla och familjen nattflyn. Inga underarter finns listade i Catalogue of Life.